# جون هيلم (عالمة الإنسان)
جون هيلم (بالإنجليزية: June Helm)‏ هي عالمة الإنسان أمريكية، ولدت في 13 سبتمبر 1924 في توين فولز في الولايات المتحدة، وتوفيت في 5 فبراير 2004.